# Шаворне (Ен)
Шаворне́ (фр. Chavornay) — колишній муніципалітет у Франції, у регіоні Овернь-Рона-Альпи, департамент Ен. Населення — 209 осіб (2011).
Муніципалітет був розташований на відстані близько 420 км на південний схід від Парижа, 70 км на схід від Ліона, 55 км на південний схід від Бург-ан-Бресса.

## Історія
До 2015 року муніципалітет перебував у складі регіону Рона-Альпи. Від 1 січня 2016 року належав до нового об'єднаного регіону Овернь-Рона-Альпи.
1 січня 2019 року Шаворне, Брена, Лош'є i Вір'є-ле-Петі було об'єднано в новий муніципалітет Арв'єр-ан-Вальроме.

## Демографія
Динаміка населення (Cassini ):
Розподіл населення за віком та статтю (2006):
| Стать | Всього | До 15 років | 15-24 | 25-44 | 45-64 | 65-85 | Понад 85 |
| --- | ------ | ----------- | ----- | ----- | ----- | ----- | -------- |
| Чоловіки | 72     | 4           | 0     | 28    | 28    | 8     | 4        |
| Жінки | 92     | 12          | 4     | 24    | 36    | 12    | 4        |
| \| Статево-вікова піраміда \| Статево-вікова піраміда \| Статево-вікова піраміда \| \| ----------------------- \| ----------------------- \| ----------------------- \| \| Чоловіки \| Вік \| Жінки \| \| 4 \| 85 + \| 4 \| \| 0 \| 80-84 \| 4 \| \| 4 \| 75-79 \| 0 \| \| 0 \| 70-74 \| 8 \| \| 4 \| 65-69 \| 0 \| \| 8 \| 60-64 \| 8 \| \| 8 \| 55-59 \| 8 \| \| 8 \| 50-54 \| 20 \| \| 4 \| 45-49 \| 0 \| \| 8 \| 40-44 \| 4 \| \| 4 \| 35-39 \| 4 \| \| 8 \| 30-34 \| 12 \| \| 8 \| 25-29 \| 4 \| \| 0 \| 20-24 \| 0 \| \| 0 \| 15-20 \| 4 \| \| 0 \| 10-14 \| 8 \| \| 4 \| 5-9 \| 4 \| \| 0 \| 0-4 \| 0 \| |        |             |       |       |       |       |          |
| Статево-вікова піраміда |        |             |       |       |       |       |          |
| Чоловіки | Вік    | Жінки       |       |       |       |       |          |
| 4 | 85 +   | 4           |       |       |       |       |          |
| 0 | 80-84  | 4           |       |       |       |       |          |
| 4 | 75-79  | 0           |       |       |       |       |          |
| 0 | 70-74  | 8           |       |       |       |       |          |
| 4 | 65-69  | 0           |       |       |       |       |          |
| 8 | 60-64  | 8           |       |       |       |       |          |
| 8 | 55-59  | 8           |       |       |       |       |          |
| 8 | 50-54  | 20          |       |       |       |       |          |
| 4 | 45-49  | 0           |       |       |       |       |          |
| 8 | 40-44  | 4           |       |       |       |       |          |
| 4 | 35-39  | 4           |       |       |       |       |          |
| 8 | 30-34  | 12          |       |       |       |       |          |
| 8 | 25-29  | 4           |       |       |       |       |          |
| 0 | 20-24  | 0           |       |       |       |       |          |
| 0 | 15-20  | 4           |       |       |       |       |          |
| 0 | 10-14  | 8           |       |       |       |       |          |
| 4 | 5-9    | 4           |       |       |       |       |          |
| 0 | 0-4    | 0           |       |       |       |       |          |

## Економіка
2010 року серед 131 особи працездатного віку (15—64 років) 93 були активними, 38 — неактивними (показник активності 71,0%, у 1999 році було 68,8%). З 93 активних мешканців працювало 90 осіб (40 чоловіків та 50 жінок), безробітними було 3 (3 чоловіки та 0 жінок). Серед 38 неактивних 11 осіб було учнями чи студентами, 19 — пенсіонерами, 8 були неактивними з інших причин.

У 2010 році в муніципалітеті числилось 99 оподаткованих домогосподарств, у яких проживали 223,0 особи, медіана доходів виносила 20 595 євро на одного особоспоживача